# Polygrammodes uniflexalis
Polygrammodes uniflexalis là một loài bướm đêm trong họ Crambidae.